# 學術性向資賦優異班
學術性向資賦優異班，簡稱資優班，是中華民國教育部開設的一種分組資優教學計畫。法規上，資優班的設立、管理由國教署負責，但實際教學計畫大致上由各學校自由辦理。儘管每年七月的資優考季往往引起媒體的大幅關注，但台灣政府在特殊教育方面著重於障礙教育，因此在學術資優班的著墨上其實較少。
由於傳統升學主義因素，台灣學校較願意辦理資優班，因此比起亞洲各國，臺灣資優教育規模明顯較大。以2012-2013 年度為例，接受特教服務的資賦優異學生有25923人，約佔全體同年段學生之0.75%。在學術資優方面，國小95人、國中5957人，高中5664人。

## 法源依據
依據特殊教育法及身心障礙及資賦優異學生鑑定辦法 ，學術性向資賦優異是指在語文、數學、社會科學或自然科學等學術領域，較同年齡者具有卓越潛能或傑出表現者。其表現並由下列四個方式判斷：
1. 在任一領域測驗得分在平均數+2標準差或PR97以上，並經專家、老師推薦。
2. 參加政府機關或學術研究機構舉辦之國際性或全國性（指中華民國）有關競賽或展覽表現優異，獲前三等獎項。
3. 參與學術研究單位長期輔導之有關學科研習活動，成就優異，經主辦單位推薦。
4. 獨立研究成果優異並刊載於學術刊物，經專家學者或指導教師推薦[3]。

## 歷史
早期台灣之資優教育以學術資優教育為主，1963年，臺北市陽明國小、福星國小依據1962年第四次全國教育會議發展資優教育決議案，試辦資優班。1969年，師範大學賈馥茗在大安國中、金華女中進行「才賦優異學生教育實驗」；1971年擴展至台中師專附小。之後，隨資優教育觀念逐漸普及，其他領域的資優班才逐漸成立。然而資優教育首次引起台灣主流的關仍要等到1986年，當時師大附中首創高中數理資優班。後來，隨各種保送辦法及詳細規定的建立，學術資優班才逐漸脫離「升學班」的囹圄，成為真正意義上的「資優班」。1983年，國立清華大學主辦高中資優人才培育計畫，周末上課，依科目分類成班。1988年，台灣大學、成功大學及中央研究院也開始辦理類似計畫。
2005年，教育部規劃在六所國立高中成立類似中國科技大學少年班的「科學菁英班」，但後來由於與主流之升學主義不合，胎死腹中。2005年，國民教育階段實施常態編班後，有些學校基於升學主義，為規避常態編班，乃以法規漏洞以「資優班」行「能力分班」之實，造成升學主義復辟。尤其在2006年，臺灣中部四縣市舉辦國中資優班聯招，引起爭議和非議，檢討之聲四起。於是同年九月，為了維持資優教育水平，立法院決議將「資優」的條件由標準平均數+1.5標準差或PR93以上，修正為今日的平均數+2標準差或PR97以上。2008年3月，教育部正式公布《資優教育白皮書》，並規劃六項資優教育行動方案。同年，在5所公立高中試辦「高中科學實驗班」，由4所大學輔導。
隨後，為了強化與升學主義脫鉤的決心，立法院在2009年及2013年先後修正《特殊教育法》，宣布國民中小學資優班不得採集中式特教班。

## 類型
資優班在臺灣，大致上有人文社會科學資優班、語文資優班、數理資優班三類型。

### 人文社會資優班
人文社會資優班較傳統華語、英語取向之資優班不同，著重於大學社會科學院、文學院等相關科系之學門做資優教育。台北市有建國中學、中山女高兩校設有分散式人文社會資優班，北一女中於111學年度停辦人文社會資優班。

### 語文資優班
語文資優班（簡稱「語資班」），給予適當教育，啟發潛能、興趣，培養語文和人文社會科學相關人才。除了一般臺灣教育的教學內容外，語文資優班的教育包含較多的英语課程、國文、社會科時數和國際交流內容。2014年全臺灣共有18所高中有語文資優班，就讀學生數1620人。

### 數理資優班
2020年，全臺灣約有20所高中設有數理資優班，十二年國民教育課程綱要並為之規劃24到36學分的特殊需求課程，包括情意發展、領導才能、創造力、專題研究等。